# Committee Bay (vik i Sydgeorgien och Sydsandwichöarna)
Committee Bay är en vik i Sydgeorgien och Sydsandwichöarna (Storbritannien). Den ligger i den nordvästra delen av Sydgeorgien och Sydsandwichöarna.